# 來迎寺 (富山市)
來迎寺（平假名：らいこうじ），是位於富山縣富山市梅澤町3丁目的浄土宗佛寺。本尊是大日如來（觀世音菩薩）、釋迦牟尼佛（阿彌陀佛），山號是光明山（平假名：こうみょうさん）。梅澤町有兩座來迎寺，在此的來迎寺被稱為「城外的來迎寺（日語：見付来迎寺）」，另外一間則被稱為「布市來迎寺」以做區別。

## 歴史
根據《越中宝鑑》，在大宝2年（702年）佐伯有頼（出家後為慈與）在立山山腳下創建了五智山円福寺，是來迎寺的前身。
而在《婦負郡志》中，在久壽2年（1155年），円福寺僧侶林海因得到立山權現（本地佛是阿彌陀佛）的神諭在萩島（現在的富山市婦中町萩島）新建立了寺院。建久8年（1197年）接受法然的教導，被賜名光明坊的林海改宗為浄土宗，將円福寺的稱號也改為來迎寺。文龜2年（1502年） 從萩島移轉至古寺町（現在富山市蛯町、白銀町、常盤町），在寬文元年（1661年）因富山藩的命令移到梅澤町（現在地）。另外，在《蓮門精舍舊詞》中，也記載該寺的前身是真言宗円福寺，開山是林海。

## 文化資產
- 木造阿彌陀佛立像 - 縣指定文化財
- 騎獅文殊菩萨畫像 - 縣指定文化財

## 脚注
1. ↑  「商工とやま」平成15年2・3月号 （页面存档备份，存于）（2012年2月26日閲覧）
2. ↑  立山的一種神佛融合信仰。
3. ↑  本節的記述是根據『日本歴史地名大系 富山県の地名』的「来迎寺」「古寺町」「萩島村」各條目。